# Orhaniye, Çifteler
Orhaniye là một xã thuộc huyện Çifteler, tỉnh Eskişehir, Thổ Nhĩ Kỳ. Dân số thời điểm năm 2011 là 222 người.